# Coney Island (Missouri)
Coney Island – wieś w Stanach Zjednoczonych, w stanie Missouri, w hrabstwie Stone.